# Crystal Skull (Zvezdna vrata SG-1)
Daniela prevzame posnetek majevske piramide z žarečo kristalno lobanjo v središču. Članom svoje ekipe in generalu Hammondu pove, da je lobanja po vsem sodeč identična tisti, ki jo je leta 1971 v Belizu našel njegov dedek Nicholas Ballard. Ballard je trdil, da lahko s pomočjo lobanje potuješ v kraje, poseljene z vesoljci, česar pa njegovi kolegi niso hoteli priznati. Ekipa SG-1 se odpravi zadevo raziskat.